# Duet

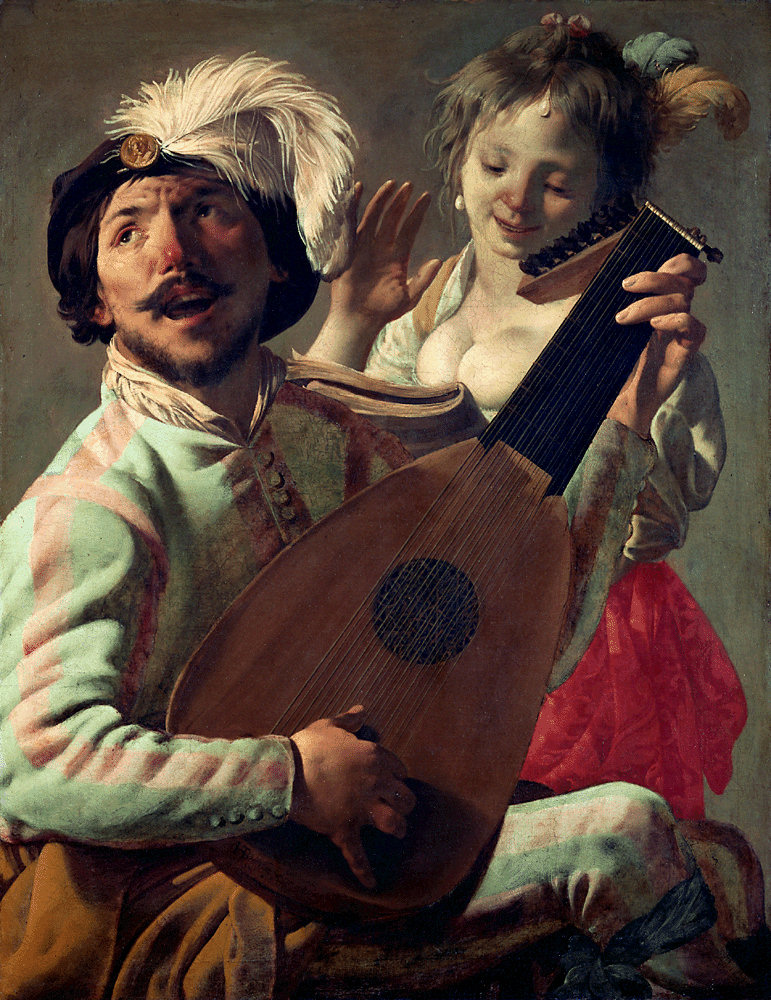
Het duo door Hendrick ter Brugghen

Een duet is een muzikale compositie of een dansstuk voor twee uitvoerenden. In de klassieke muziek wordt de term vooral gebruikt voor een compositie voor twee zangers of pianisten; in sommige situaties wordt ook het woord 'duo' gebruikt.

## Muziek
Voorbeelden van duetten in de muziek:
- Een lied dat door twee personen gezongen wordt.
- Een compositie voor twee musici die hetzelfde instrument bespelen. Wanneer twee pianisten samen op één piano spelen noemt men dat een pianoduet of quatre-mains ("vier handen"). Twee pianisten die op twee aparte piano's spelen noemt men een pianoduo.
- Twee musici die verschillende instrumenten spelen. Wanneer een zanger begeleid wordt door een instrument, spreekt men doorgaans niet van een duet, maar van een lied met bijvoorbeeld pianobegeleiding.

Bach schreef vier duetten (4 Duettos, BWV 802-805), welke doorgaans door één klavecinist gespeeld worden. In deze duetten is er dus een dialoog tussen twee instrumentale stemmen (de onderstem/linkerhand, en de bovenstem/rechterhand) op één instrument.
In de renaissance werd een duet dat specifiek bedoeld als een oefenmuziekstuk, dat uitgevoerd werd door de docent en de student, een bicinium genoemd.

## Dans
In de balletwereld wordt een duet voor twee dansers doorgaans aangeduid als pas de deux. De pas de deux is dan onderdeel van een groter geheel, waarin solisten, duo's en het corps de ballet elkaar afwisselen. In de moderne dans wordt soms de voorkeur gegeven aan de term 'duet', met name als het gehele stuk bedoeld is voor twee dansers.